# All My Ex's Live in Texas
"All My Ex Live In Texas" é uma canção country escrita por Sanger D. Shafer e Lyndia J. Shafer, e gravada pelo cantor country americano George Strait. Foi lançado em abril de 1987 como o segundo single do álbum Ocean Front Property. "All My Ex Live In Texas" foi nomeado para Best Male Country Vocal Performance no Grammy Awards de 1988.
Uma versão da música gravada por seu co-autor Sanger D. Shafer apareceu no filme Road House, no videogame Grand Theft Auto: San Andreas e no programa de TV Ash vs Evil Dead. O rapper Drake menciona a música em seu single " HYFR".

## História
O cantor declara que todos os suas quatro ex-parceiras moram em várias cidades do estado do Texas (por exemplo, "sweet Eileen in Abilene "), e é por isso que ele mora no Tennessee. A música é conhecida por seu ritmo de estilo Western swing.

## Recepção critica
Kevin John Coyne da Country Universe deu à música um grau B+, dizendo que "você quase pode ouvir o cara sorrindo enquanto canta esse hit, fugindo de uma lista de amantes abandonadas de todo o estado da Estrela Solitária".